# Rue Ryleïev

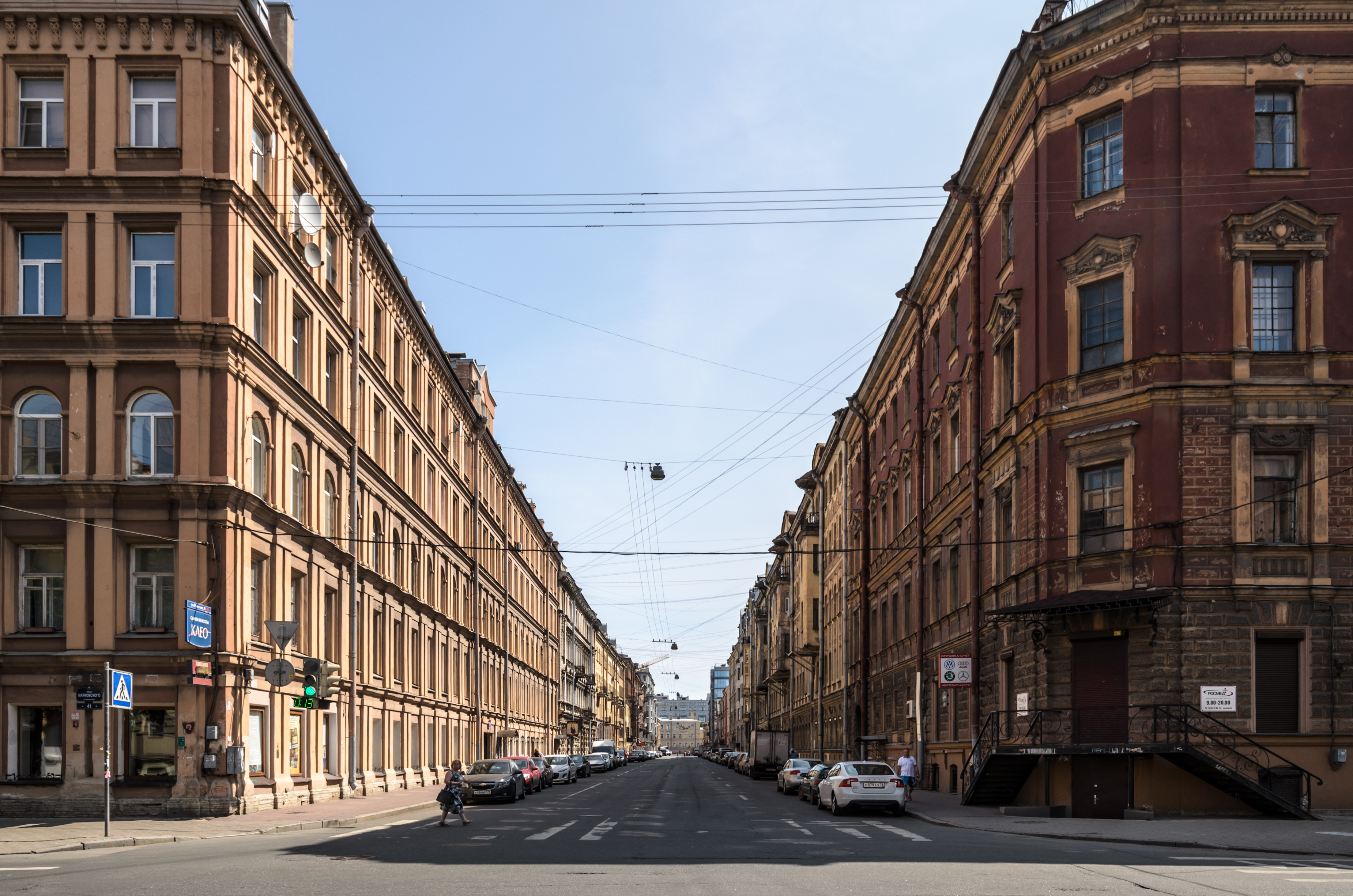
Vue de la rue Ryleïev, photographiée de la collégiale de la Transfiguration du Sauveur.

La rue Ryleïev (Улица Рыле́ева), avant 1923 rue du Sauveur (Спасская улица), de 1923 à 1929 rue du Dékabriste Ryleïev, est une voie de Saint-Pétersbourg qui se trouve entre la place de la Transfiguration (Préobrajenskaïa plochtchad) et la rue Radychtchev. Elle a été percée au milieu du xviiie siècle sur le territoire de la sloboda du régiment Préobrajensky. 

## Nom
Elle est d'abord nommée d'après la collégiale de la Transfiguration du Sauveur, puis elle reçoit le nom du dékabriste et poète Kondraty Ryleïev.

## Édifices remarquables

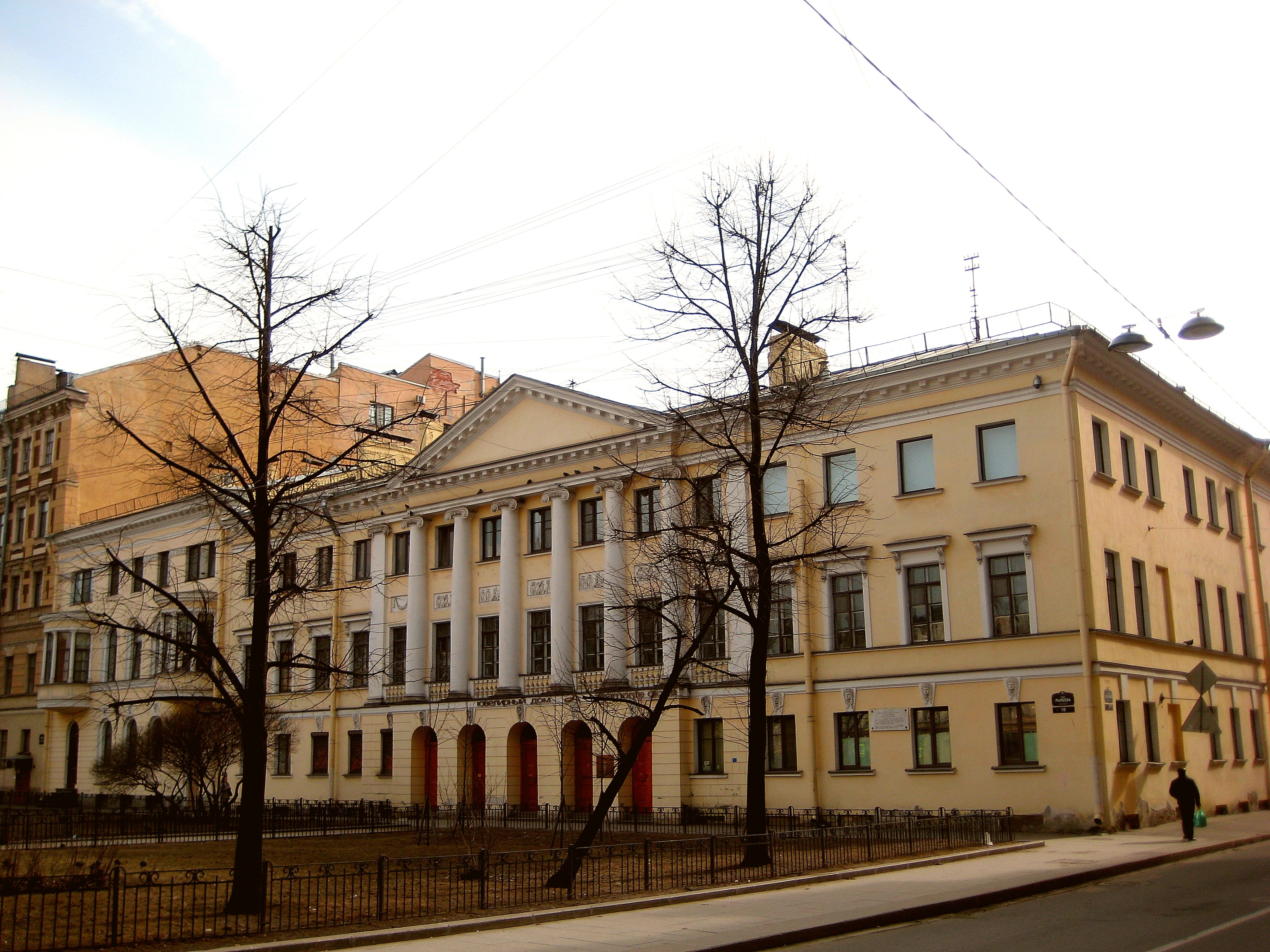
Hôtel particulier des Boulatov.

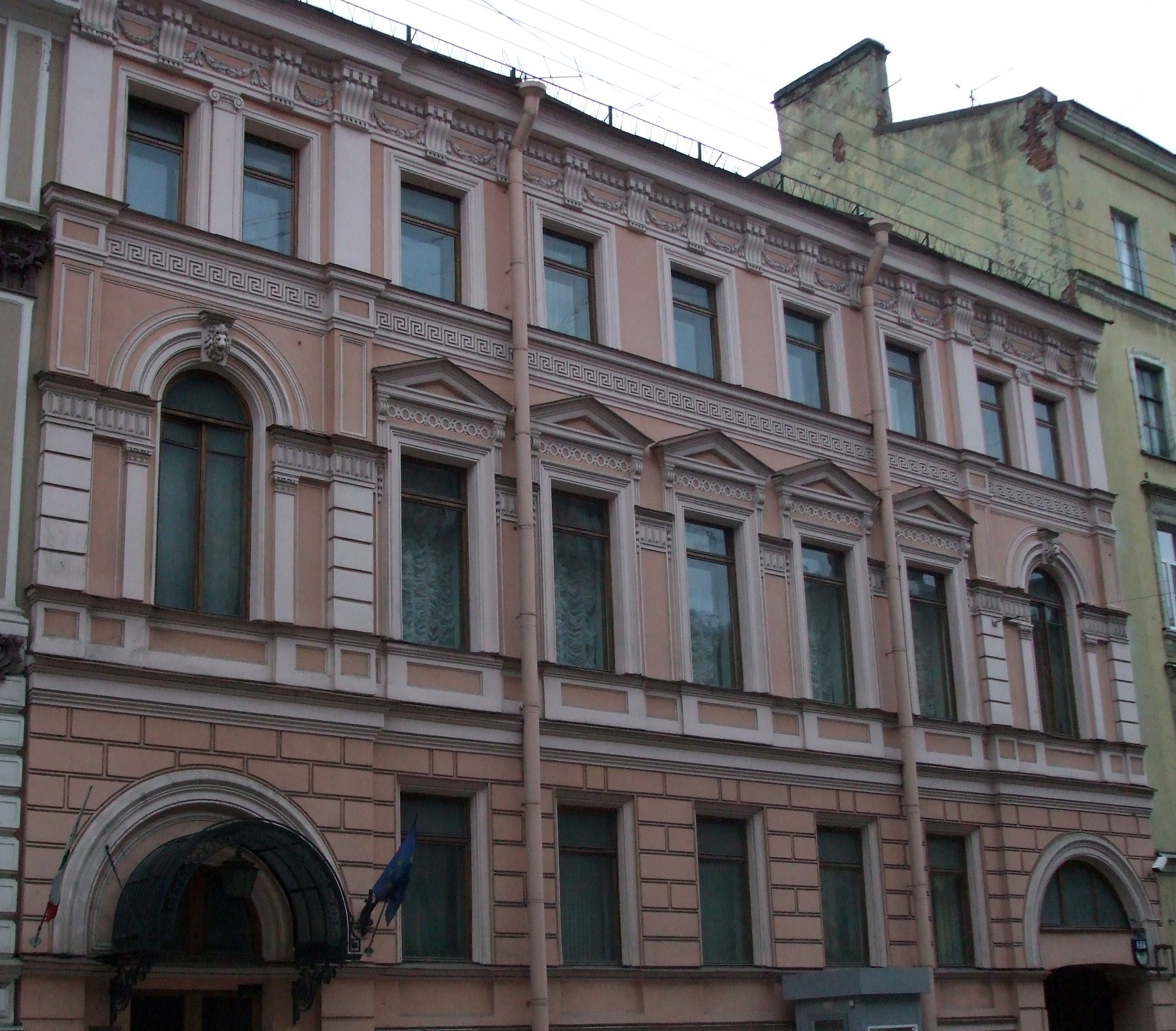
Hôtel particulier du prince Mechtcherski.

- № 1 — Maison appartenant au futur dékabriste Alexandre Boulatov, construite en style Empire en 1807-1815, devient à partir de 1839 un immeuble de rapport appartenant à A.A. Lissitsyne et réaménagé dans les années 1870. Monument protégé[2].
- № 3 — Immeuble appartenant à la collégiale de la Transfiguration, construit en 1877 par V.P. Lvov et reconstruit en 1889 par l'architecte V.A. Proussakov.
- № 9 — Maison des Lissitsyne, construite en 1845-1849 par V.P. Stassov. Jusqu'en 1917 s'y trouvait la Société de défense et de sauvegarde des monuments d'art et antiquités de Russie. Monument protégé[3].
- № 15 — Immeuble de rapport de V.K. Kreuber, construit en 1873-1874 par l'architecte Nicolas Benois[4]. Monument protégé[5].
- № 17-19 — Hôtel particulier et magasin de calèches de F.F. Muller (immeuble de rapport de la société d'assurances «Russie»), construit en 1869 par l'architecte E.G. Jürgens, réaménagé en 1902-1903 sous la direction de l'architecte A.K. Djiorgouli et de l'ingénieur M.F. Lange. Monument protégé[6].
- № 21 — Immeuble de rapport de V.I. Denissov, construit en 1909-1910, selon les plans de l'architecte Wilhelm Schaub. Monument protégé[7].
- № 20-22 — Immeuble de rapport et maison de l'architecte Vaclav Krestner construit en 1913-1914.
- № 23 — Immeuble de rapport d'E.E. Arigold, construit en 1907-1908 par l'architecte Wilhelm Schaub. Monument protégé[8].
- № 27 — Hôtel particulier du prince Vladimir Mechtcherski, construit en 1893-1894 par l'architecte A.V. Malov. C'est aujourd'hui le consulat de Bulgarie. Monument protégé[9].
- № 29 — Hôtel particulier d'I.M. Maximov, construit dans le premier quart du XIXe siècle et agrandi en 1889 par l'architecte V.V. Widelbandt. Monument protégé[10].
- № 35 — Hôtel particulier, aujourd'hui consulat général de la république de l'Inde.
- № 37 — Hôtel particulier d'A.C. Tourguénieva, construit en 1885-1886, par l'ingénieur V.G. Tourguéniev. C'est aujourd'hui le consulat de Lituanie. Monument protégé[11].

## Illustrations

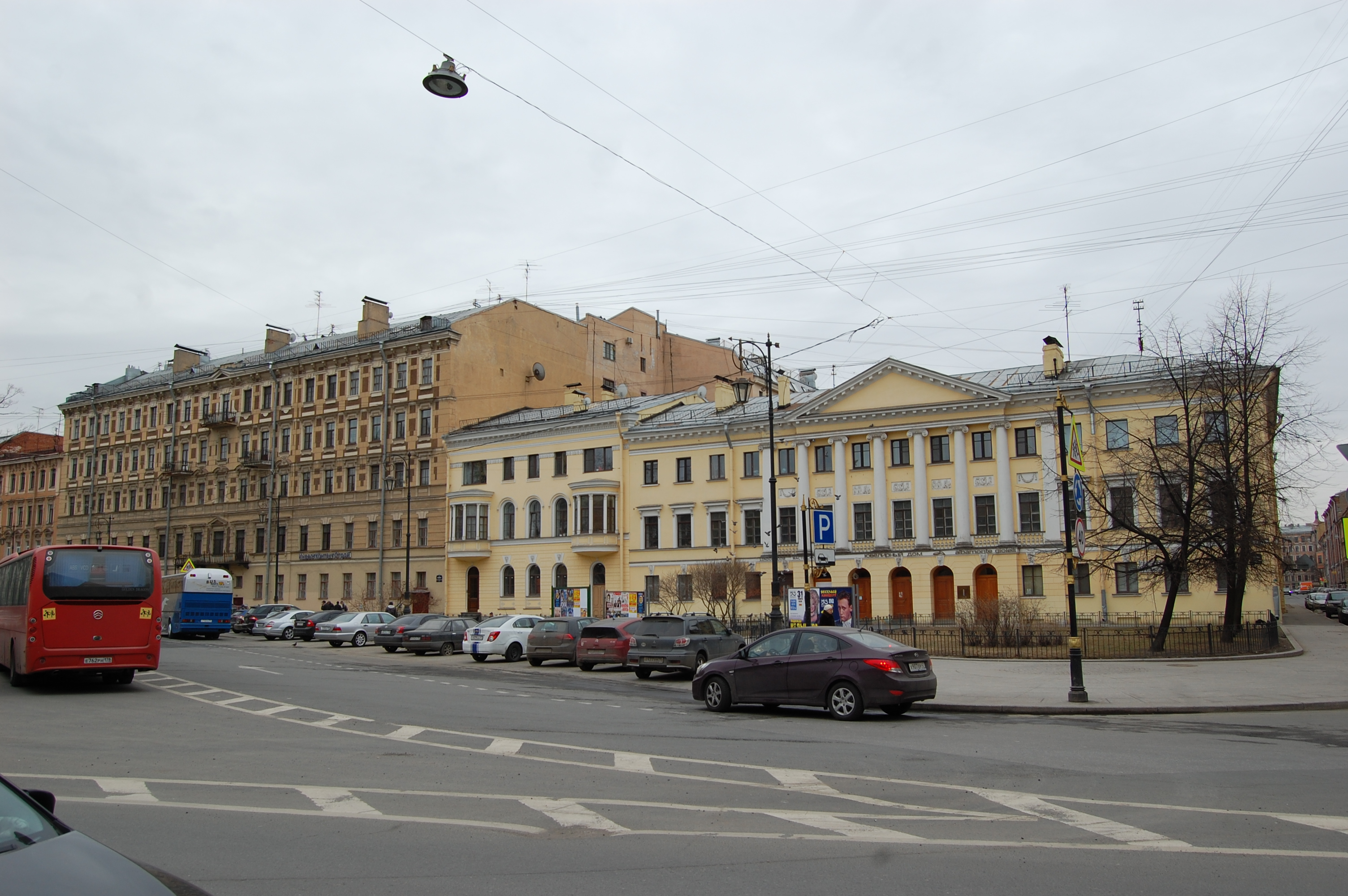
Début de la rue avec l'hôtel particulier Boulatov.
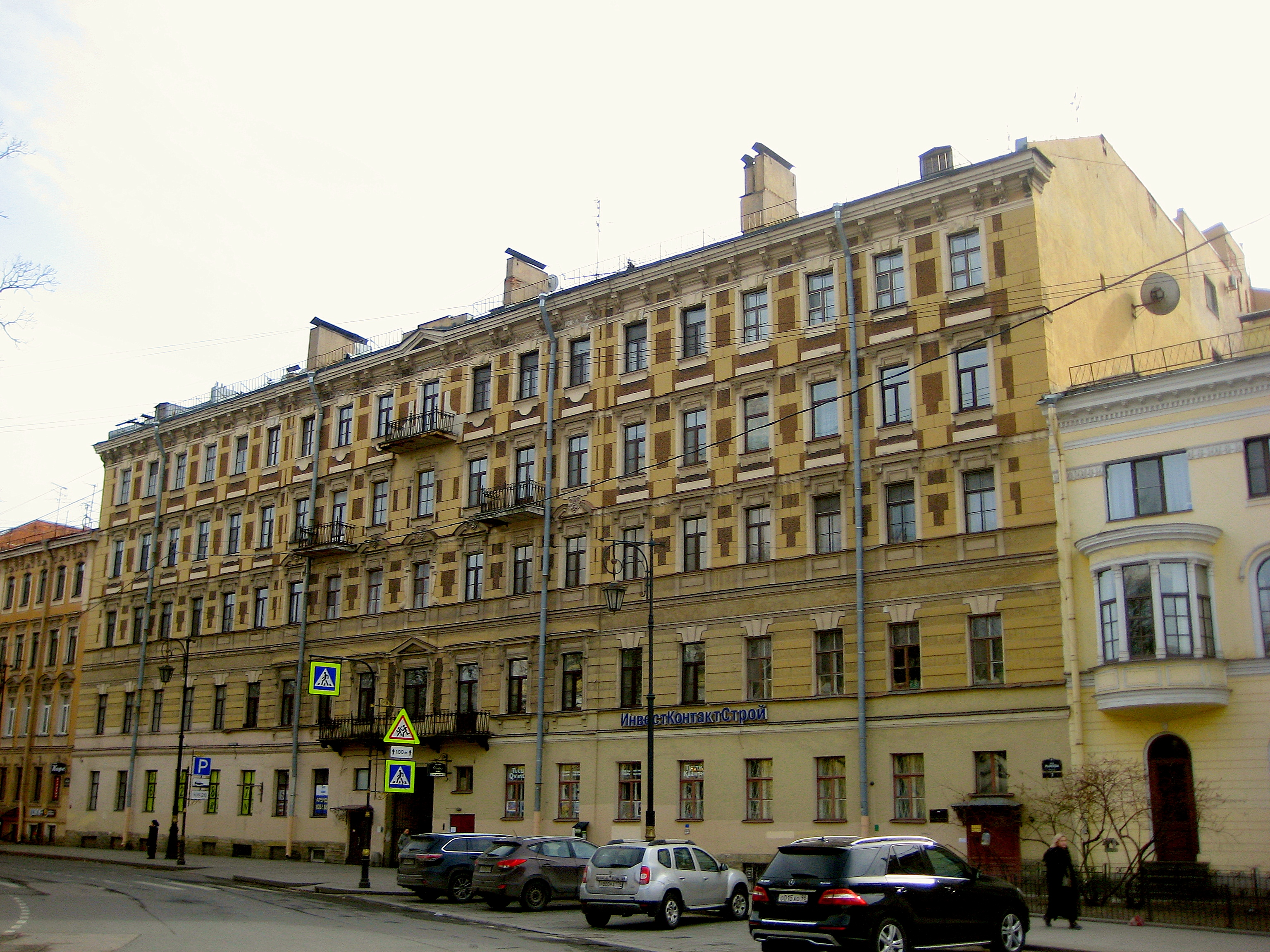
N° 3 : immeuble de rapport de la collégiale de la Transfiguration du Sauveur.
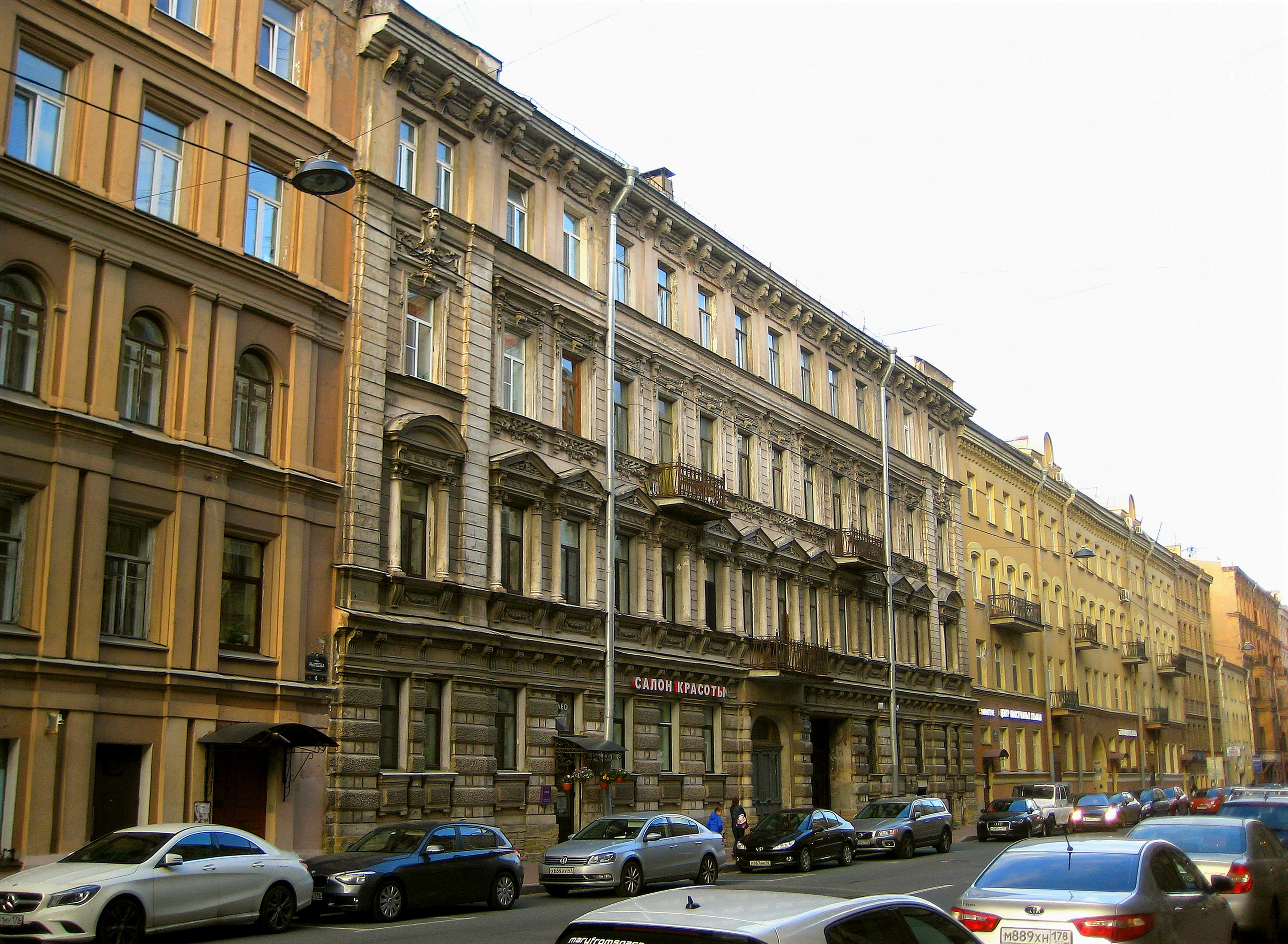
N° 8 : immeuble de rapport Rianguine construit en 1896 par Guiliov.
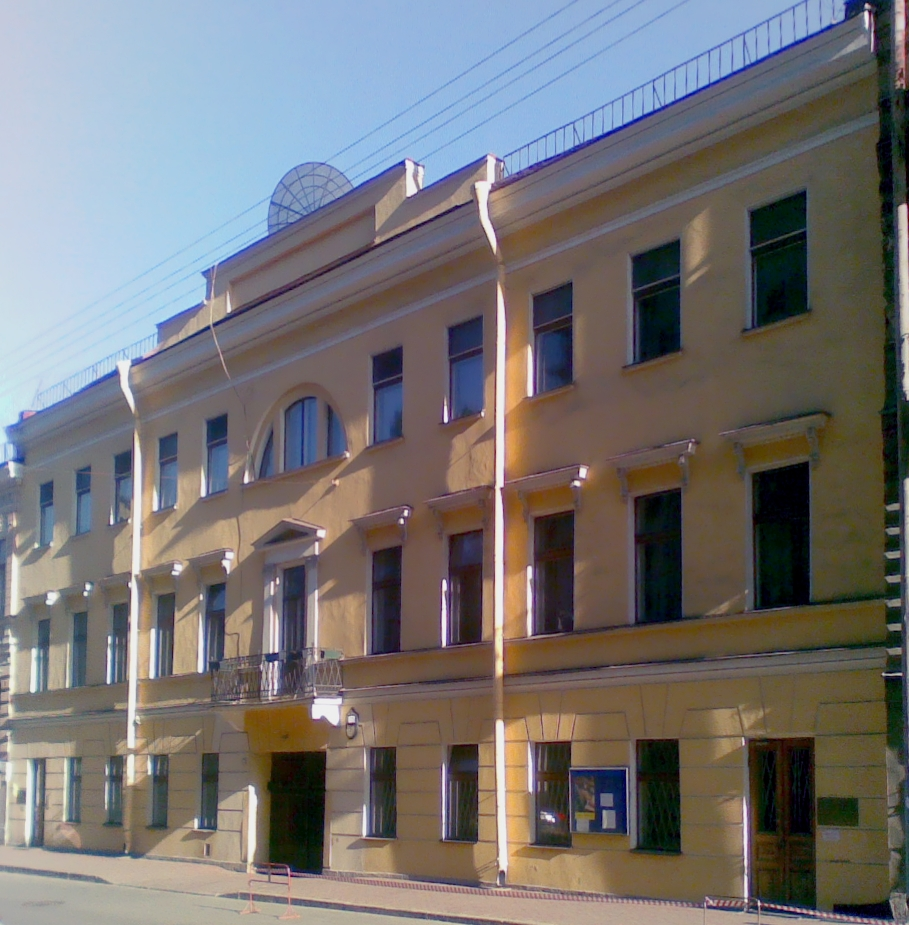
N° 35 : consulat général d'Inde.
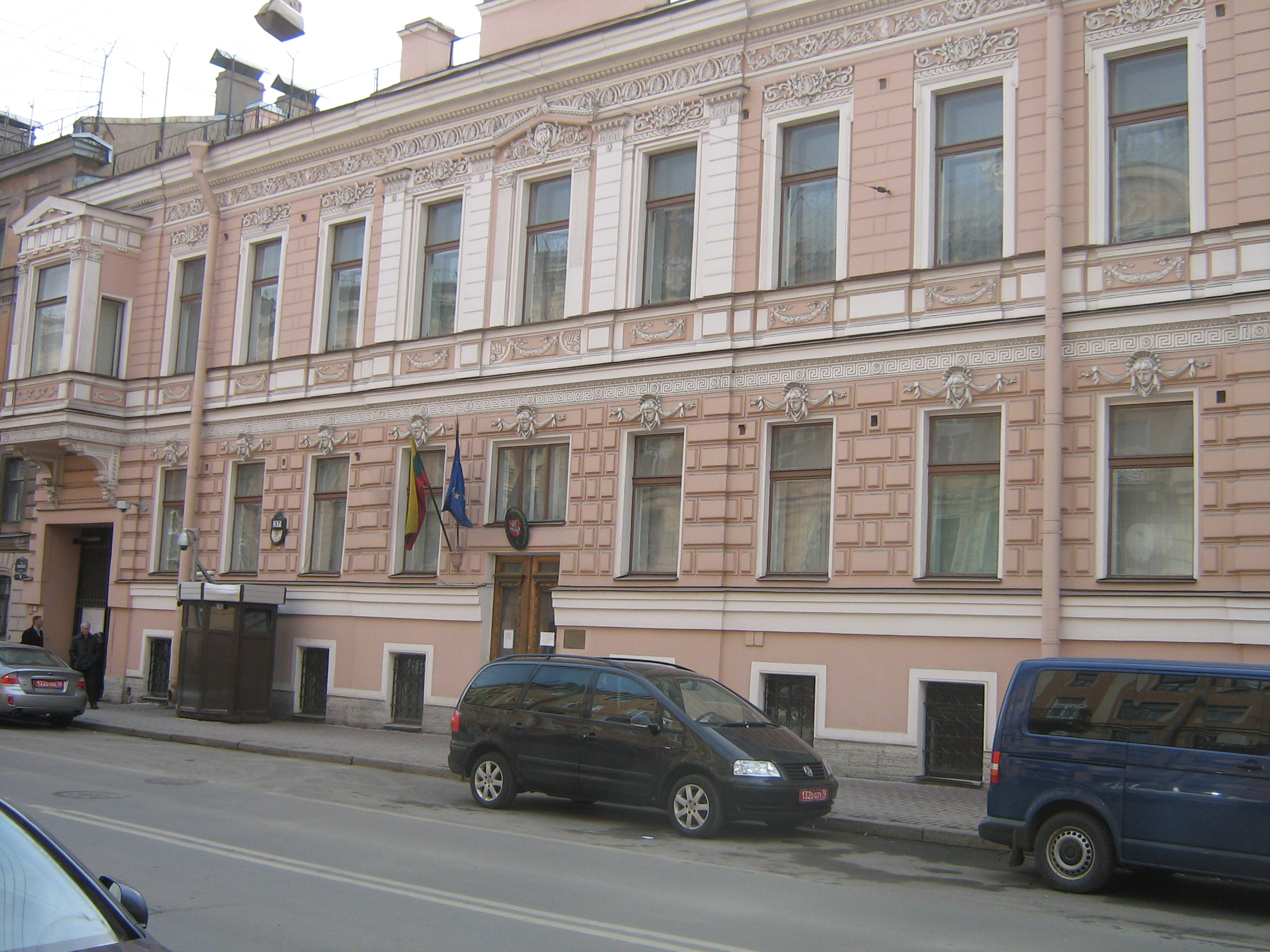
N° 37 : hôtel particulier Tourguéniev, aujourd'hui consulat de Lituanie.
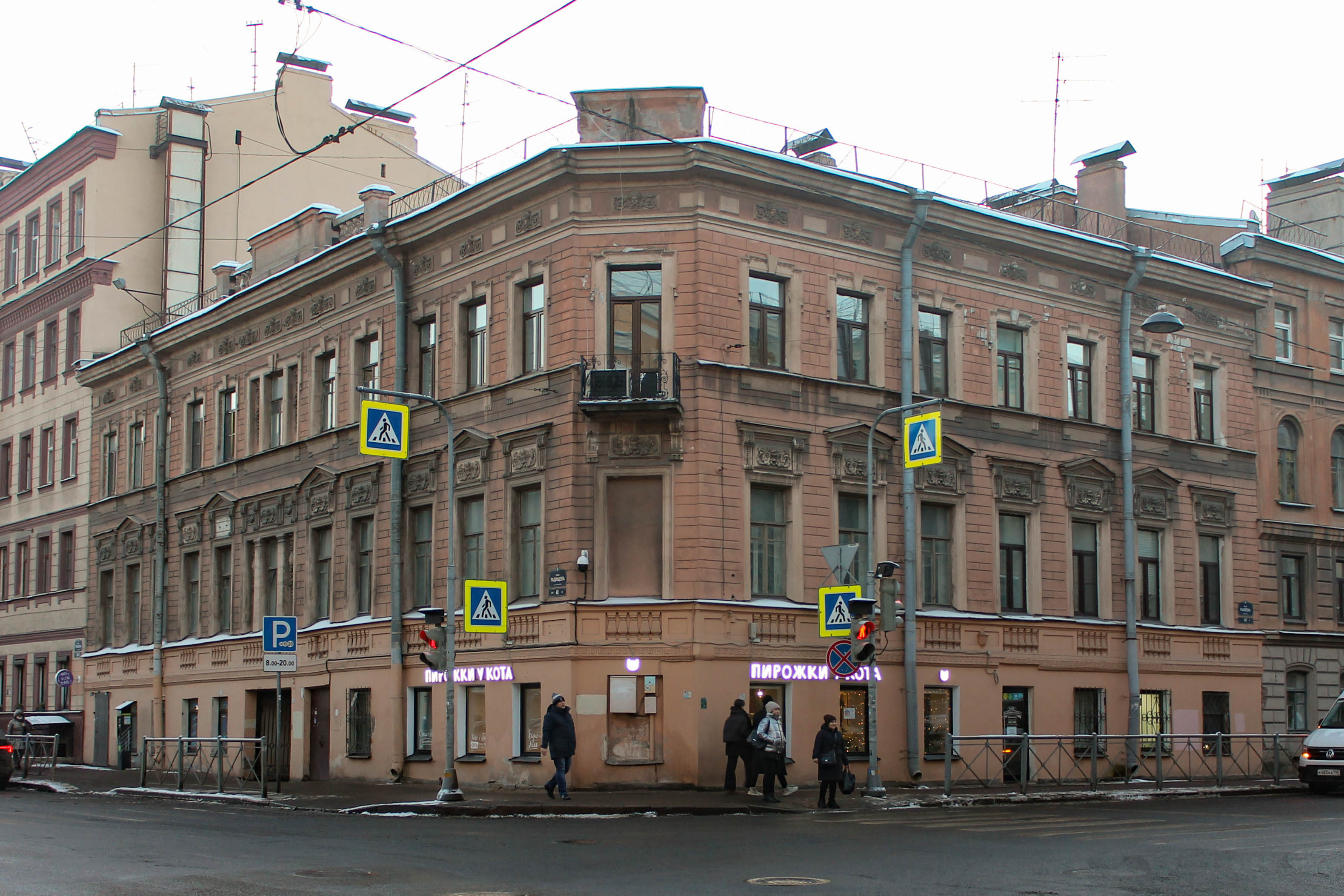
Angle de la rue Radychtchev et de la rue Ryleïev (immeuble de rapport Ivanova).

## Source de la traduction
- (ru) Cet article est partiellement ou en totalité issu de l’article de Wikipédia en russe intitulé « Улица Рылеева (Санкт-Петербург) » (voir la liste des auteurs).